# 西谷村 (福岡県)
西谷村（にしたにむら）は、現在の福岡県北九州市東部にあたる、旧企救郡に存在した村。1941年4月1日、当時の小倉市に編入され廃止された。かつての村域は現在の北九州市小倉南区の一部であり、紫川沿いの地域は都市化が進んでいるものの、竹林で有名な合馬地区に代表される農山村区域も多い。

## 歴史
1889年、町村制施行により、現在の長行・長尾・高野・徳吉・合馬・辻三にあたる地域が統合され、企救郡西谷村として発足。同時に誕生した東谷村、中谷村と併せ、「三谷（さんたに）地区」と呼ばれることとなった。
基本的には農山村地域だったが、村の東側にあたる紫川沿いの地域には小倉と田川を結ぶ道路（現在の国道322号）が通っていた。村の北側は企救町→合併後の小倉市と接していたこともあり、1941年、太平洋戦争の開戦を前にして中谷村とともに小倉市へ編入された。その際、旧西谷村役場は旧中谷村役場を統合して、小倉市の「両谷」地域における出先機関となった。
第二次世界大戦の終戦を小倉市として迎えたこともあり、「西谷」の地域名は戦後ほとんど使われなくなり、郵便局やNTT西日本の交換機基地局、九州電力の変電所に、その名前をとどめるぐらいである。

### 沿革
- 1889年（明治22年）4月1日 - 町村制が施行され、田代村、長行村、辻三村、合馬村、徳吉村が合併して企救郡西谷村が成立。田代・長行・辻三・合馬・徳吉はそれぞれ西谷村の大字になる。
- 1941年（昭和16年）4月1日 - 中谷村とともに小倉市へ編入され廃止された。